# 野中涼
野中 涼（のなか りょう、1932年 - ）は、日本の英文学・比較文学者。早稲田大学名誉教授。

## 人物・来歴
栃木県生まれ。1960年早大大学院博士課程満期退学。早大教授、2003年定年退任、名誉教授。

## 著書
- 『小説の方法と認識の方法』（松柏社） 1970
- 『アイリス・マードック』（研究社出版、今日のイギリス・アメリカ文学） 1971
- 『ブロンテ姉妹 孤独と沈黙の世界』（冬樹社、英米文学作家論叢書） 1978
- 『歩く文化座る文化 比較文学論』（早稲田大学出版部） 1993.12
- 『文学の用語』（松柏社） 2015
- 『読みくらべ世界民話考』（松柏社） 2017

## 翻訳
- 『偶発革命の世紀』（マイケル・ハリングトン、太陽社、太陽選書） 1969
- 『英文学史』（ラフカディオ・ハーン、野中恵子共訳、恒文社、ラフカディオ・ハーン著作集11 - 12） 1981 - 1982
- 『イェイツの詩を読む』（金子光晴, 尾島庄太郎共編、思潮社） 2000.12
- 『スプーン・リヴァー詩集』（エドガー・リー・マスターズ、監訳、国文社） 2001.3

## 参考
- 「歩く文化座る文化」略歴